# Troisième circonscription de la préfecture de Miyazaki
La troisième circonscription de la préfecture de Miyazaki (宮崎県第3区, Miyazaki-ken dai-san-ku) est l'une des trois circonscriptions législatives que compte la préfecture de Miyazaki au Japon. Cette circonscription comptait 274 495 électeurs en date du 1er septembre 2021.

## Description géographique
La troisième circonscription de la préfecture de Miyazaki regroupe les villes de Miyakonojō, Nichinan et Kobayashi, Kushima et Ebino ainsi que les districts de Kitamorokata et Nishimorokata.

## Députés
| Législature | Début de mandat | Fin de mandat | Député élu            |  | Parti politique |
| ----------- | --------------- | ------------- | --------------------- |  | --------------- |
| 41e         | 1996            | 2000          | Kazumi Mochinaga (ja) |  | PLD             |
| 42e         | 2000            | 2003          | Kazumi Mochinaga (ja) |  | PLD             |
| 43e         | 2003            | 2005          | Yoshihisa Furukawa    |  | SE              |
| 44e         | 2005            | 2009          | Yoshihisa Furukawa    |  | SE              |
| 45e         | 2009            | 2012          | Yoshihisa Furukawa    |  | PLD             |
| 46e         | 2012            | 2014          | Yoshihisa Furukawa    |  | PLD             |
| 47e         | 2014            | 2017          | Yoshihisa Furukawa    |  | PLD             |
| 48e         | 2017            | 2021          | Yoshihisa Furukawa    |  | PLD             |
| 49e         | 2021            | -             | Yoshihisa Furukawa    |  | PLD             |